# 紫日灰蝶
紫日灰蝶（学名：Heliophorus ila）是日灰蝶屬中的一種蝴蝶。

## 特徵
本種為中型灰蝶，具明顯雌雄二型性。體背黑褐色，腹面白色。雄蝶頭褐色具毛，複眼周圍白色，觸角黑褐帶白環，基部具白鱗；口器黑褐，下唇鬚白色雜褐。胸腹背面覆褐毛，腹面為白毛。足白雜黑褐色，前足跗節癒合。前翅長15-18 mm，呈直角三角形，外緣略凸；後翅近扇形，CuA2脈末端具尾突。
翅背面底色黑褐，雄蝶前翅基部與後翅具深紫斑，後翅臀區有一列橙色弦月紋；雌蝶無紫斑，前翅中央具橙色斜帶，後翅弦月紋遍佈整個外緣。翅腹面黃色，外側有紅色帶紋，中央細點列於前翅為黑色，後翅為白色。前段翅緣黑褐色，後段白色。緣毛為黑褐與白色相間。

## 生態習性
飛行時動作敏捷活潑，會吸食花蜜，也會吸食動物屍體及糞便。

## 棲地分佈
分布中國南部、印度北部、中南半島至蘇門答臘等東亞地區。於台灣平地至中海拔地區可見，相當普遍。

## 攝食食物
在台灣地區已知的食草為火炭母草，幼蟲取食葉片。 

## 圖片

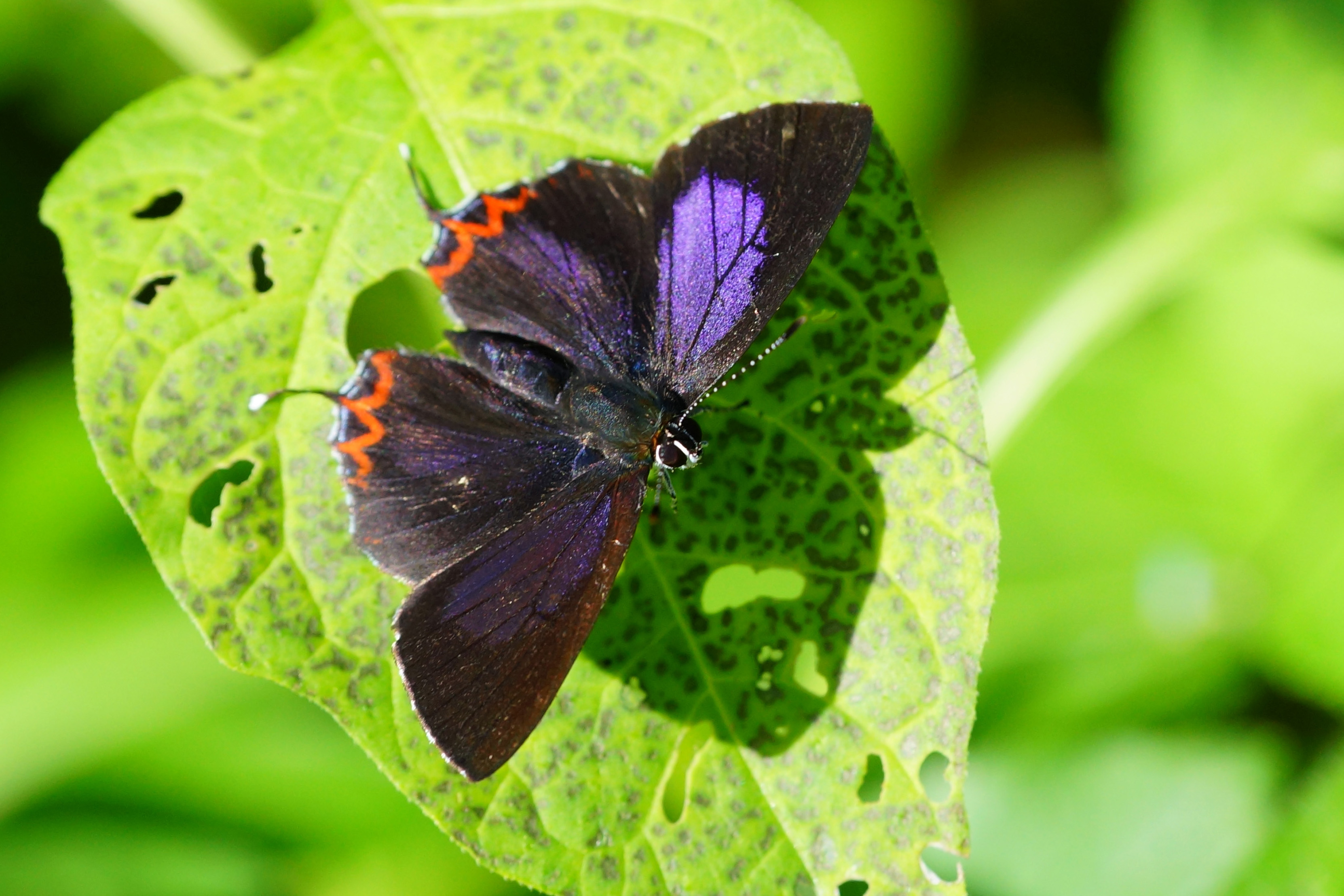
雄蝶背面
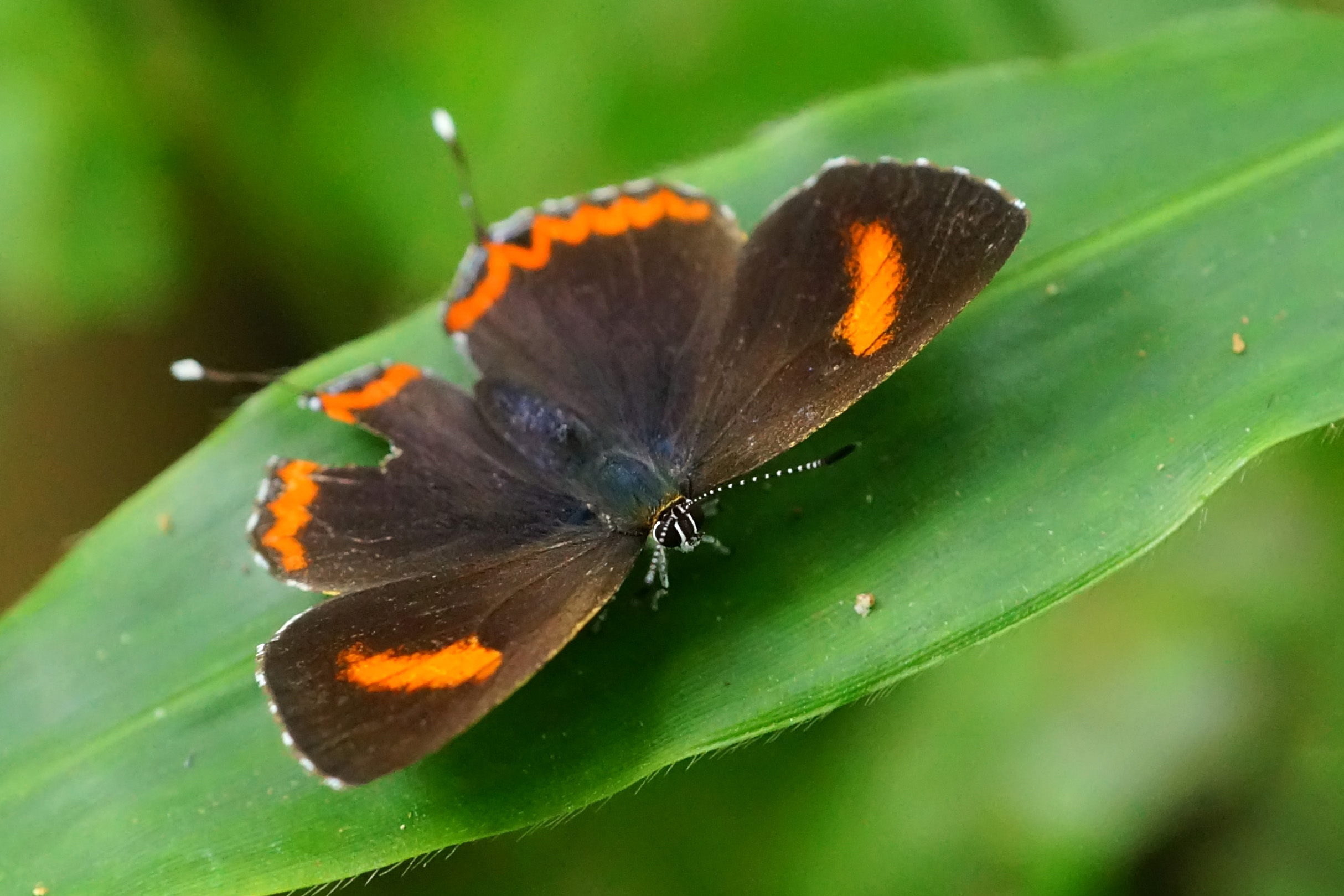
雌蝶背面

## 外部連結
- 维基共享资源上的相關多媒體資源：紫日灰蝶